# Oakland-Alameda County Coliseum
Il RingCentral Coliseum, conosciuto semplicemente come Coliseum, è uno stadio di baseball, calcio e football situato a Oakland, nello stato della California.

## Storia
Gli Oakland Raiders disputarono la loro prima partita nello stadio il 18 settembre 1966, mentre gli Oakland Athletics giocarono la loro prima partita nello stadio il 17 aprile 1968. Proprio il 17 aprile del 1968, Boog Powell batté il primo fuoricampo della storia del Coliseum. L'8 maggio dello stesso anno, Catfish Hunter concluse il nono perfect game della storia della Major League.
Nella sua storia lo stadio ha conosciuto vari nomi in base agli sponsor ufficiali che ha avuto: Oakland-Alameda County Coliseum (dal 1966 al 1998) poi come Network Associates Coliseum (dal 1998 al 2004), come McAfee Coliseum (dal 2004 al 2008) e poi di nuovo Oakland-Alameda County Coliseum (dal 2008 al maggio 2011), Overstock.com Coliseum (maggio 2011), O.co Coliseum (dal 2011 al 2016), nuovamente Oakland-Alameda County Coliseum (dal 2016 al 2019) e RingCentral Coliseum (dal 2019).
Ospita le partite degli Oakland Athletics della Major League Baseball e ha ospitato quelle degli Oakland Raiders della National Football League fino al trasferimento della squadra a Las Vegas. I San Jose Earthquakes della Major League Soccer utilizzano occasionalmente lo stadio per partite con grande affluenza.
Lo stadio ha ospitato l'MLB All-Star Game nel 1987 e le World Series nel 1972, 1973, 1974, 1988, 1989 e 1990.

## Cultura di massa
Il Coliseum venne usato per girare alcune scene del film Moneyball - L'arte di vincere, film sugli Oakland Athletics.